# 突尼斯贝伊国
突尼斯贝伊国（阿拉伯语：بايلك تونس）是侯赛因王朝统治下的突尼斯，名义上属于奥斯曼帝国，但事实上是一个独立国家。始于1705年侯赛因一世政变后登基，终止于1881年沦为法国殖民地。
广义上，法国殖民时期的侯赛因王朝仍是象征性的君主，贝伊里克制度名义上仍存在。突尼斯贝伊执政也不是始于1705年建立的侯赛因王朝，而是更早的穆拉德贝伊王朝时期。奥斯曼帝国对突尼斯的控制是逐渐被削弱，而非在1705年突然消失的。

## 历史
1574年，奥斯曼帝国在突尼斯建立统治，最初从属于阿尔及尔贝勒贝伊里克，后成为单独的行省，由奥斯曼任命的突尼斯帕夏管辖。1591年，突尼斯耶尼切里低级军官“迪伊”强迫帕夏承认迪伊领袖的权威，开启了迪伊执政时代。17世纪，来自穆拉德家族的突尼斯贝伊成为得到各方支持，最终成为突尼斯的实际统治者，并开始兼任突尼斯帕夏。1702年，耶尼切里阿迦易卜拉欣·谢里夫杀害穆拉德王朝末任贝伊穆拉德三世后自任突尼斯贝伊。1705年7月10日，谢里夫在与阿尔及尔的战争中被俘。西帕希阿迦侯赛因·本·阿里率残部突围并返回突尼斯，于1705年7月15日继任为突尼斯贝伊，开启了新的贝伊王朝——侯赛因王朝。
侯赛因·本·阿里，史称侯赛因一世，在名义上仍臣属于奥斯曼帝国，但实际上已经让突尼斯成为一个独立国家。比如，侯赛因一世将一位突尼斯马立克派法学家任命为卡迪，而非奥斯曼人偏爱的哈乃斐派；限制耶尼切里禁卫军和迪伊们的法律特权。在其治下，大力支持农业，鼓励种植橄榄园；兴建清真寺和伊斯兰学校等公共工程。1715年，奥斯曼帝国卡普丹帕夏送来的新任命的突尼斯帕夏，侯赛因一世召集当地民事和军事领导人组建议会，并在他们的支持下拒绝新帕夏的就任，奥斯曼帝国随后默许了这一决定。
阿布·哈桑·阿里是侯赛因一世的侄子，1705年被任命为苏塞总督，1706年被确认为王位继承人，1724年被奥斯曼苏丹任命为帕夏。1726年，侯赛因将继承人改为儿子穆罕默德，阿里因而发动叛乱。1735年，阿里在阿尔及尔帕夏的帮助下击败叔父侯赛因，将其逐出突尼斯城，成为新一代的贝伊，史称阿里一世。1756年，阿里一世又被侯赛因一世的两个儿子推翻，他们先后继位为穆罕默德一世（1756-1759年）和阿里二世（1759-1782年）。1807年，哈穆达一世领导突尼斯人取得对阿尔及利亚的战争胜利，突尼斯贝伊国政权才得以稳固下来。
19世纪，突尼斯贝伊国在其大维齐尔海雷丁帕夏主导下进行了一系列改革，建立教授现代学科的公立学校，加强与奥斯曼帝国的联系，以阻止欧洲的干涉。1861年，该国通过非洲和阿拉伯世界的第一部宪法，成为君主立宪制国家。
1864年，突尼斯爆发抗议萨迪克贝伊加倍征收人头税（梅杰巴）的梅杰巴起义，当局为镇压起义向法国、英国和意大利等欧洲国家大肆举债。战争将突尼斯的大部分乡村被夷为平地，随后爆发饥荒和疫病。1868年，突尼斯贝伊国实际上已经破产，外国债权人无法得到偿付。1869年7月5日，法国、英国和意大利三方成立国际债务委员会，该机构获得了突尼斯整个税收体系的控制权。1881年4月，突尼斯与法属阿尔及利亚发生边境冲突，法国以此为借口派遣远征军占领卡夫，随后于5月1日在比塞大登陆，5月11日占领首都突尼斯。1881年5月12日，突尼斯贝伊被迫与法国签署《巴尔杜条约》，彻底沦为法国殖民地。